# بن کارسون
بنجامین سالومون کارسون یا بن کارسون (به انگلیسی: Ben Carson) سیاستمدار، نویسنده و جراح مغز و اعصاب آمریکای است که از مارس ۲۰۱۷ تا ژانویه ۲۰۲۱ به عنوان هفدهمین وزیر مسکن و توسعه شهری آمریکا فعالیت کرده است. کارسون از نامزدهای انتخابات مقدماتی ریاست جمهوری حزب جمهوریخواه در سال ۲۰۱۶ بود.
کارسون که متولد دیترویت، میشیگان، و فارغ‌التحصیل دانشگاه ییل و مدرسه پزشکی دانشگاه میشیگان است، کتاب‌های متعددی در خصوص حرفهٔ پزشکی و دیدگاه‌های سیاسیش نوشته و در سال ۲۰۰۹ سوژهٔ یک فیلم درام تلویزیونی بوده‌است.
او از سال ۱۹۸۴ تا زمان بازنشستگی خود در سال ۲۰۱۳ اداره‌کننده جراحی مغز کودکان در بیمارستان جانز هاپکینز در مریلند بود. دستاوردهای کارسون به عنوان یکی از پیشگامان جراحی مغز، شامل اولین و تنها جداسازی موفق دوقلوهای چسبیده از پشت سر، پیشگامی در اولین عمل جراحی مغز در جنین داخل رحم، انجام نخستین جداسازی کاملاً موفق دوقلوهای به هم چسبیده از جمجمه نوع ۲ی عمودی، توسعهٔ روش‌های نوین برای درمان تومورهای ریشهٔ مغزی، و بهبود روش‌های همیسفرکتومی برای کنترل حملات صرعی است. کارسون در ۳۳ سالگی جوانترین رئیس یک بخش جراحی مغز کودکان در کشور شد. او بیش از ۶۰ دکترای افتخاری، ده‌ها یادکرد افتخار ملی، دریافت کرده و بیش از ۱۰۰ اثر در زمینه جراحی مغز نوشته‌است. مدال آزادی ریاست جمهوری، بالاترین جایزه غیرنظامی در ایالت متحده آمریکا توسط رئیس‌جمهور آمریکا جرج دبلیو بوش در سال ۲۰۰۸ به او اهدا شد.
او بعد از ارائه سخنرانی در صبحانه دعای ملی، در فوریه ۲۰۱۳ به یکی از چهره‌های محبوب در رسانه‌های محافظه‌کار تبدیل شد، که به خاطر دیدگاه‌های او در زمینه مسائل اجتماعی و نقش دولت در صنعت مراقبت‌های بهداشتی است. کارسون کاندیداتوری خود برای انتخابات ریاست جمهوری ۲۰۱۶ آمریکا را اعلام کرد و پس از مدتی رقابت در ۲ مارس ۲۰۱۶ کمپین خود را متوقف کرد و چند روز بعد حمایت خود را از دونالد ترامپ در این انتخابات اعلام کرد. دونالد ترامپ نیز اندکی پس از پیروزی در آن انتخابات، وی را برای پست وزارت مسکن و توسعه شهری ایالات متحده آمریکا در نظر گرفت.
فیلم دست‌های هدیه‌داده‌شده: داستان بن کارسون داستان زندگی او را به تصویر کشیده است.

## زندگی

### دوران نوجوانی و جوانی
او در دیترویت میشیگان به دنیا آمد و توسط مادرش سونیا کارسون پرورش یافت. او وضعیت خوبی در سر تا سر مدرسه ابتدائی نداشت اما بعد مادر او با کاهش تماشای تلویزیون و مجبور کردن او به مطالعه ۲ کتاب در هفته و تهیه خلاصه برای مادرش اقدام کرد. او شروع به پیشرفت در مقطع راهنمایی و دبیرستان کرد. او بعد از فارغ‌التحصیلی با درجه ممتاز از دبیرستان ساوت‌وسترن به دانشگاه ییل رفت جایی که او مدرک روان‌شناسی را گرفت.
 او به این خاطر دانشگاه ییل را انتخاب کرد، زیر علاقه داشت که در کالج باول شرکت کند، که یک مسابقه تلویزیونی دانستنی‌هاست، و او در برنامه‌هایی شاهد رقابت و پیروزی دانشگاه ییل در برابر دانشگاه‌های دیگر از جمله دانشگاه هاروارد بود. کارسون قصد داشت در این مسابقه شرکت کند اما این برنامه ادامه پیدا نکرد. او از دانشگاه ییل به دانشکده پزشکی دانشگاه میشیگان رفت و دورهٔ رزیدنسی خود را در جراحی مغز در بیمارستان جانز هاپکینز گذراند.

### زندگی شغلی
کارسون استاد جراحی مغز و اعصاب، سرطان‌شناسی، جراحی پلاستیک و اطفال در دانشگاه جانز هاپکینز است. او رشته‌اش در پزشکی را تحت تأثیر شنیدن داستان کلیسای پزشکان مبلغ و توانایی آن‌ها در درمان بیماران از لحاظ جسمی، ذهنی، روحی انتخاب کرد. در سن ۳۳ سالگی او جوان‌ترین رئیس بخش بزرگ جراحی مغز و اعصاب اطفال در بیمارستان جانز هاپکینز شد. او همچنین مدیر مرکز جمجمه و فک و صورت جانز هاپکینز شد. کارسون ۴۵۰ تا ۵۰۰ جراحی در هر سال انجام می‌داد. او دفعات جراحی را به تقریباً ۳۵۰ تا در سال کاهش داد و هم‌زمان برنامه‌ریزی سخنرانی‌های جنجالی او افزایش یافت.
براساس گزارش بیمارستان جانز هاپکینز، تمرکز کارسون بیشتر بر ضربات مغزی، تومورهای مغز و نخاع، اختلالات عصبی مادرزادی، صرع و غیره است او همچنین به حداکثر رساندن پتانسیل فکری کودکان علاقه‌مند است.
هماهنگی دست و چشم کارسون و مهارت استدلال سه بعدی از او یک جراح خوش‌طبع ساخت. بعد از مدرسه پزشکی او رزیدنت جراحی مغز و اعصاب در بیمارستان جانز هاپکینز در بالتیمور شد. کار او به عنوان یک جراح مغز و اعصاب جوان باعث شد که بیشتر به بیماری‌های کودکان علاقه‌مند شود. اعتقاد او به دیدن کودکان این است که؛ «آنچه شما می‌بینید همان چیزی است که می‌توانید… وقتی کودکان درد دارند به‌طور واضح با اخم در چهره خود آن را نشان می‌دهند و وقتی خوشحال هستند با لبخند آن را نشان می‌دهند.»
از دیگر نوآوری‌های جراحی‌های او اولین روش جراحی داخل رحمی کاهش فشار مغز یک جنین دوقلو هیدروسفالی و برداشتن یکی از نیمکره‌های مغز دختر جوان مبتلا به تشنج غیرقابل کنترل است.
در سال ۱۹۸۷ کارسون نخستین جراحی موفقیت‌آمیز جداسازی دوقلوهای بهم چسبیده که از لوب پس سری به هم چسبیده بودند را انجام داد. ۷۰ عضو تیم جراحی به سرپرستی کارسون در ۲۲ ساعت کار جراحی را انجام دادند. در پایان دوقلوها به‌طور موفقیت‌آمیز از هم جدا شدند و توانستند به‌طور مستقل زنده بمانند. کارسون به خاطر می‌آورد که:
به اون وضعیت نگاه کردم گفتم: چرا باید این وضعیت یک فاجعه باشد؟ چون جراحی باعث کم خونی اون‌ها و مرگ اون‌ها می‌شد؛ و گفتم:حتماً یه راهی وجود داره…
او یکی از ۲۸ جراحی بود که جزو تیم جراحی لاله و لادن بیژنی، دوقلوهای به هم چسبیده ایرانی بود که البته به مرگ آن‌ها انجامید.

### زندگی شخصی
کارسون در سال ۲۰۰۲ حضور عمومی خود را به دلیل ابتلا به سرطان پروستات کاهش داد. او همچنان مدیریت جراحی ۳۰۰ کودک در سال را بر عهده دارد و پیش از سرطان از ۷ صبح تا ۸ شب به کار مشغول بود. کارسون و همسرش لاسنا کندی در سال ۱۹۷۱ در دانشگاه ییل همدیگر را ملاقات کردند و در سال ۱۹۷۵ ازدواج کردند. کندی مدرک ام‌بی‌ای خود را از دانشگاه ییل دریافت کرد و به نوازندگی مشغول شد و هر دو با هم ۳ آهنگ منتشر کردند.

## جوایز و افتخارات
کارسون یکی از اعضای آکادمی آمریکایی‌های موفق است و در سال ۲۰۰۸ کاخ سفید به او مدال آزادی ریاست جمهوری را اعطا کرد.
او به عنوان یک پزشک در سطح بین‌المللی شناخته شده و نام او در بیشتر از ۱۰۰ انتشارات پزشکی راه یافت.
در کتاب جونا گولدبرگ، کارسون در مقایسه با رهبر آمریکایی-آفریقایی‌تبار بوکر تی. واشینگتن قرار گرفته‌است.

## سیاست
کارسون خود را از هر حزبی مستقل دانسته‌است. با وجود ابراز نظرات شدیداً محافظه کارانه در صبحانه دعای ملی برخی نظراتش مانند منع تفنگهای نیمه خودکار در تضاد با نظرات محفظه کاران است.
او در مارس ۲۰۱۳ مخالفت خود را با ازدواج همجنسگرایان اعلام کرد. او گفت؛ «ازدواج بین یک مرد و یک زن است. هیچ گروهی خواه گی‌ها، خواه NAMBLA (انجمن هواداران بچه خواهی)، خواه آنانی که حامی حیوان‌خواهی اند، اهمیتی ندارد که چه هستند. آن‌ها نمی‌توانند این تعریف را عوض کنند.» مقایسهٔ گی‌ها با بچه خواهان و انجام دهندگان حیوان خواهی از سوی کارسون، شدیداً مورد انتقاد قرار گرفت؛ یکی از اعضای هیئت علمی دانشگاه جانز هاپکینز، گفت دیدگاه‌های او، «نفرت‌انگیز، کم‌اهمیت، و ناآگاهانه» اند و گروهی در این دانشگاه در طوماری خواهان عوض شدن کارسون به عنوان سخنران فارغ‌التحصیلی دانشگاه شدند. کارسون از سخنرانی استعفاء داد و از گفته‌هایش عذرخواهی کرد و گفت این مثال‌ها بهترین واژگانی نبودند که می‌شد برگزید و من اگر کسی رنجیده مطمئناً عذرخواهی می‌کنم. او افزود که انجیل گفته ما ملزمیم باید دیگر مردان را همچون خودمان دوست بداریم، و من همه را -همه همجنسگرایان- را به یک میزان دوست دارم.

## آثار
کارسون چهار کتاب پرفروش منتشر کرده‌است. اولین کتاب او یک خودزندگی‌نامه است. دو کتاب دیگر او دربارهٔ فلسفه شخصی‌اش برای موفقیت بر اساس کار سخت و ایمان به خدا است. کارسون پیرو کلیسای ادونتیست روز هفتم است. وی در مناظره‌ای با ریچارد داوکینز، فرانسیس کالینز و دنیل دنت اعلام کرد به فرگشت اعتقاد ندارد و اظهار نمود: «من به فرگشت اعتقاد ندارم… فرگشت می‌گوید چون شباهت‌هایی وجود دارند، هرچند نمی‌توانیم آن‌ها را به‌طور خاص به هم ربط متصل کنیم، پس ثابت می‌شود که چنین چیزی اتفاق افتاده‌است.»

## در رسانه‌ها
فیلم مستندی بر اساس زندگی او به نام داستان بن کارسون توسط زاندروان در سال ۱۹۹۲ تهیه شده‌است.
فیلم دست‌های هدیه‌داده‌شده: داستان بن کارسون که در ایران با عنوان «پزشک زبردست» پخش شده است محصول سال ۲۰۰۹ کشور امریکا است. کارگردانی این فیلم درام را تامس کارتر برعهده داشته‌است. جان پیمیر فیلمنامه آن را نگاشت و دان انجل تهیه‌کننده این فیلم بود. جان بی اندرسون مدیر فیلمبرداری و مارتین داویج آهنگساز این فیلم بوده‌اند. کوبا گودینگ جونیور، لورن باس، جفری بیوجمپ و تاج بلو بازیگران اصلی این فیلم هستند.
داستان این فیلم دربارهٔ زندگی بن کارسون است که برای انجام عمل جراحی یک دوقلوی به هم چسبیده از سر به بیمارستانی در آلمان می‌رود و…
این فیلم به خاطر داستان انسان دوستانه و فیلم نامه و کارگردانی حرفه‌ای خود بسیار مورد استقبال مخاطبان و منتقدان قرار گرفت. این فیلم که به صورت تلویزیونی تهیه و پخش شد در سال ۲۰۰۹ نامزد دریافت ۶ جایزه اِمی بود.

## صندوق دانش‌پژوهان کارسون
در سال ۱۹۹۴ کارسون و همسرش اقدام به تشکیل صندوق دانش پژوهان کردند. این صندوق به دانش آموزان کلاس ۴ تا ۱۱ که نمونه متعالی در تحصیلات و کمک‌های انسان دوستانه باشد جوایزی اهدا می‌کرد. برنده‌ها هزار دلار، بورس تحصیلی برای تحصیلات دانشگاهی و بسته دعوت به شرکت در ضیافت جوایز را دریافت می‌کردند.